# جون فرنانديز
جون فرنانديز (بالملايوية: John Fernandez)‏ هو سياسي ماليزي، ولد في 9 ديسمبر 1941 في ماليزيا. حزبياً، نشط في حزب العمل الديمقراطي (ماليزيا). وقد انتخب عضو ديوان الرعية ‏.